# Liste der Kulturdenkmale in Karlsruhe-Hohenwettersbach

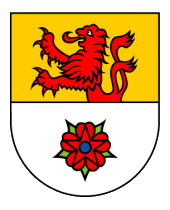
Wappen von Hohenwettersbach

In der Liste der Kulturdenkmale in Karlsruhe-Hohenwettersbach werden alle unbeweglichen Bau- und Kunstdenkmale in Hohenwettersbach aufgelistet, die in der städtischen „Datenbank der Kulturdenkmale“ geführt sind. 
Diese Liste ist nicht rechtsverbindlich. Eine rechtsverbindliche Auskunft ist lediglich auf Anfrage bei der Unteren Denkmalschutzbehörde der Stadt Karlsruhe erhältlich.

## Hohenwettersbach
| Bild | Bezeichnung                                                             | Lage                                                                                                | Datierung                        | Beschreibung | ID |
| ---- | ----------------------------------------------------------------------- | --------------------------------------------------------------------------------------------------- | -------------------------------- | --- | -- |
|      | Grenzsteine                                                             | Am Lustgarten (bei der Lustgartenhalle Flst. 98409)                                                 | (?)                              | Vier Grenzsteine Geschützt nach § 2 DSchG |    |
|      | Sühnekreuz                                                              | Am Lustgarten (bei der Lustgartenhalle, Flst. 98409)                                                | 15.–17. Jh.                      | Sühnekreuz, wohl aus dem 15.–17. Jahrhundert Geschützt nach § 2 DSchG |    |
|      | Ökonomiegebäude und Verwalterhaus des Schilling von Canstattschen Gutes | Am Lustgarten 1, Spitalhof 2, 4a, 4b, 4c, 4d, 4e, 4f, 6 (Flst. 98001/1)                             | 18.–20. Jh.                      | Verwalterhaus, zweigeschossiges Gebäude mit Krüppelwalmdach, Ende 18. bzw. frühes 19. Jahrhundert (Spitalhof 2). Ökonomiebauten, mit Pferde- und Viehställen sowie Scheunenteilen, nach Großbränden 1897 und 1903 in unverputztem Sandstein über winkelförmigem Grundriss neu errichtet, Wappenstein, bezeichnet mit „1898“. Wagenremise, freistehender Fachwerkbau, 1917–18 errichtet. Schmiede, kleiner unverputzter Sandsteinbau mit preußischem Kappengewölbe, bezeichnet mit „1898“. Umfriedung des Anwesens mit Mauerzügen aus Sandstein. Geschützt nach § 2 DSchG |    |
|      | Evangelische Kirche                                                     | Am Lustgarten 2 (Flst. 97053/1)                                                                     | 1741                             | Die Evangelische Kirche wurde 1741–42 unter Karl Friedrich Freiherr Schilling von Canstatt als Eigenbesitz der Grundherrschaft von Johann Heinrich Arnold errichtet. Denkmal nach § 28 Übergangsregelung Denkmalschutzgesetz Geschützt nach § 28 DSchG |    |
|      | Gasthaus Zur Hochburg, heute Wohnhaus                                   | Am Lustgarten 31 (Flst. 97760)                                                                      | 1902–03                          | Das Gasthaus „Zur Hochburg“ wurde 1902–03 für Metzgermeister und Wirt Jakob Morlock errichtet. Es ist heute ein Wohnhaus. Geschützt nach § 2 DSchG |    |
|      | Inschriftstein                                                          | Am Lustgarten 7 (Flst. 97057)                                                                       | 1784                             | Inschriftstein von 1784 mit Wappenkartusche Geschützt nach § 2 DSchG |    |
|      | Batzenhof (Sachgesamtheit)                                              | Batzenhofweg 33-37 (Flst. 98229)                                                                    | 1753                             | Der „Batzenhof“ ist eine große Gutshofanlage, ehemals ein Gasthofbetrieb für Reisende an der so genannten Ochsenstraße zwischen Durlach und Langensteinbach. Der Nordflügel ist mit „1753“ bezeichnet. Die zugehörige Scheune und die Ställe stammen aus dem 19. Jahrhundert, zugehörig auch ein Wohnhaus und eine Schmiede. Die Freiflächen innerhalb und im unmittelbaren Umgebungsbereich der Dreiseitanlage gehören auch zur Sachgesamtheit. Geschützt nach § 2 DSchG |    |
|      | Stallscheune und Fachwerkbau                                            | Hintere Spitalstr. 2 (Flst.97010)                                                                   | Ende 18. Jh.                     | Die Stallscheune, ein Fachwerkbau auf massivem Sandstein-Untergeschoss mit Stall, ist wohl Teil einer früheren Hofanlage vom Ende des 18. bis Anfang des 19. Jahrhunderts. Geschützt nach § 2 DSchG |    |
|      | Inschriftstein                                                          | Hintere Spitalstr. 4 (Flst. 97011)                                                                  | 1781                             | Der Inschriftstein ist bezeichnet mit der Jahreszahl „1781“. Geschützt nach § 2 DSchG |    |
|      | Türgewände mit Inschrift                                                | Lindenstr. 11 (Flst. 97047)                                                                         | 1780                             | Das Türgewände mit Inschrift ist bezeichnet mit der Jahreszahl „1780“. Geschützt nach § 2 DSchG |    |
|      | Verwalterhaus zum Hohenwettersbach, mit Garten                          | Lindenstr. 24                                                                                       | 1922 (Villa), 1987/88 (Umbauten) | Verwalterhaus zum Hohenwettersbach „Schloss“, Schilling von Canstattschen Gutes (aus dem frühen 18. Jahrhundert) Das freistehende Villengebäude wurde nach den 1922 erstellten Plänen für den Gutsverwalter Heinrich Eckhardt erbaut. Planfertiger war der Architekt Karl Magenau. Es handelt sich um ein zweigeschossiges verputztes Wohnhaus mit Walmdach auf einem Keller, der nach außen mit Sandstein verziert ist. Das Haus besitzt einen abgewalmten geschlossenen Windfang mit Außentreppe, an einer Gebäudefassade tritt ein trapezförmig zulaufender Standerker mit Balkon hervor, daneben eine niedrige Veranda. Beim Umbau anlässlich der Umnutzung in ein Behindertenwohneinheim wurden 1987/88 Veränderungen vorgenommen, die die Denkmaleigenschaft insgesamt jedoch nicht belasten. Erhalten haben sich im Innern die Holzfußböden (teilweise durch neuere Beläge überdeckt), die Innentreppen, Kastenfenster, Fußleisten, Türstöcke und Türblätter sowie Stuckdecken. Zum Schutzgut gehört neben dem Gebäude auch das Gartengrundstück mit seinen Anlagen, Mauern und Bepflanzungen, die die Motive der angrenzenden herrschaftlichen Parkanlage aufgreifen und fortschreiben. Geschützt nach § 2 DSchG |    |
|      | Gasthaus „Hirsch“, heute Wohnhaus                                       | Lindenstr. 25 (Flst. 98043)                                                                         | 1792                             | Das ehemalige Gasthaus „Hirsch“, bezeichnet im Türsturz mit „1792“, ist heute ein Wohnhaus. Das Wirtshausschild ist im Besitz der Baronin von Maffei. Geschützt nach § 2 DSchG |    |
|      | Türgewände mit Inschrift                                                | Lindenstr. 7 (Flst. 97049)                                                                          | 1780                             | Das Türgewände mit Inschrift ist bezeichnet mit der Jahreszahl „1780“. Geschützt nach § 2 DSchG |    |
|      | Inschriftstein                                                          | Lindenstr. 9 (Flst. 97048)                                                                          | 1780                             | Inschriftstein, um 1780 Geschützt nach § 2 DSchG |    |
|      | Kriegerdenkmal                                                          | Lindenstraße (neben der evangelischen Kirche, Flst. 97053/1)                                        | 1880                             | Kriegerdenkmal 1870/71, errichtet um 1880. Geschützt nach § 2 DSchG |    |
|      | Taglöhnerhäuser des Schilling von Canstattschen Gutes (Sachgesamtheit)  | Reihenstr. 5, 7, 9, 11 / Am Lustgarten 13, 19 (Flst. 97063, 97071-97073, 97076, 97084, 97086-97090) | (?)                              | Taglöhnerhäuser des Schilling von Canstattschen Gutes, Wohnhäuser in zeilenartiger Bebauung, zugehöriger Ökonomiebau (Am Lustgarten 19), erste Hälfte 18. Jahrhundert Geschützt nach § 2 DSchG |    |
|      | Erbbegräbnis der Freiherren Schilling von Canstatt                      | Spitalhof (auf dem Friedhof, Flst. 97032)                                                           | 1772                             | Das Erbbegräbnis der Freiherren Schilling von Canstatt ist seit 1772 kontinuierlich belegt. Geschützt nach § 2 DSchG |    |
|      | Herrenhaus des Schilling von Canstattschen Gutes                        | Spitalhof 1 (Flst. 98001)                                                                           | 1760–63                          | Das Herrenhaus des Schilling von Canstattschen Gutes, sogenanntes Schloss, mit Park und Parkeinfriedung. Es wurde errichtet unter Karl Friedrich Freiherr Schilling von Canstatt 1760–63 von Dominik Berckmüller. Geschützt nach § 2 DSchG |    |
|      | Stall- und Scheunengebäude eines Taglöhnerhauses                        | Wolfartsweierer Weg 1 (Flst. 97009)                                                                 | Ende 18., Anfang 19. Jh.         | Ein Stall- und Scheunengebäude eines Taglöhnerhauses Geschützt nach § 2 DSchG |    |